# I miei Sanremo
I miei Sanremo è una raccolta del cantante italiano Toto Cutugno, contenente tutte le canzoni presentate dal cantautore al Festival di Sanremo fino alla partecipazione del 2010 con il brano Aeroplani, che ha accompagnato l'uscita del disco, avvenuta il 16 febbraio 2010 per l'etichetta discografica Edel.

## Tracce
CD (Trecolori 0196958TRM / EAN 4029758969588)
1. Aeroplani – 4:19
2. Un falco chiuso in gabbia – 4:15
3. Toto Cutugno e Annalisa Minetti – Come noi nessuno al mondo – 4:08
4. Faccia pulita – 4:34
5. Voglio andare a vivere in campagna – 4:26
6. Gli amori – 4:11
7. Le mamme – 4:09
8. Emozioni – 4:07
9. Figli (Versione 2010) – 4:13
10. Azzurra malinconia – 4:18
11. Serenata – 3:48
12. L'italiano – 3:57
13. Solo noi – 4:04
14. Gran premio – 4:03
15. Volo AZ 504 – 3:43
16. Solo tu, solo yo – 4:10

Durata totale: 66:25